# American Song Contest 2022
La prima edizione dell'American Song Contest si è svolta dal 21 marzo al 9 maggio 2022, presso gli Universal Studios Lot di Universal City in California, e ha selezionato la miglior canzone originale degli Stati Uniti d'America.
La vincitrice è stata la cantante AleXa in rappresentanza dell'Oklahoma.

## Organizzazione

### Produzione
Il 15 maggio 2019, durante una conferenza stampa dedicata all'Eurovision Song Contest 2019 a Tel Aviv, Christer Björkman e Ola Melzig, noti per i loro ruoli come produttori di precedenti edizioni della manifestazione canora europea, hanno annunciato di aver acquisito dall'Unione europea di radiodiffusione (UER) i diritti per un adattamento del concorso per il mercato statunitense. Björkman e Melzig sono stati confermati anche come produttori dell'adattamento, assieme ad Anders Leenhoff e Peter Settman.
Il successivo 18 agosto Settman ha rivelato che almeno 10 grandi emittenti statunitensi avevano mostrato interesse per la trasmissione dell'American Song Contest, comprese le principali reti televisive statunitensi.
Il 14 maggio 2021 l'UER ha annunciato che la National Broadcasting Company (NBC) aveva acquisito i diritti di produzione e trasmissione del concorso. Nella medesima giornata la NBC ha annunciato che la trasmissione dell'American Song Contest era stata confermata per la stagione primavera-estate 2022 del palinsesto televisivo.
Il successivo 28 maggio l'emittente ha dato la possibilità agli aspiranti partecipanti di inviare i propri brani, con la condizione che gli artisti partecipanti specificassero tutti gli stati federati o i territori con i quali hanno "una connessione autentica e profonda".
La NBC aveva confermato la trasmissione della manifestazione canora per il 21 febbraio 2022, ma è stata posticipata a favore del programma America's Got Talent: Extreme a causa delle preoccupazioni relative alla pandemia di COVID-19 dovuta alla variante Omicron.
Il 13 febbraio 2022 sono stati annunciati i conduttori dell'evento: la cantante Kelly Clarkson e il rapper Snoop Dogg.

### Format
Il concorso canoro sarà articolato in otto spettacoli in totale, dove prenderanno parte i 50 stati federati, i 5 territori non incorporati e la capitale Washington: cinque show sono dedicati ai quarti di finali, seguite da due semifinali, e la finale prevista per il 9 maggio 2022, dove il voto combinato di una giuria di esperti e del pubblico decreteranno il vincitore.
In ogni quarto di finale quattro stati si qualificano per la semifinale: uno scelto dalla giuria, mentre i restanti tre sono stati selezionati da un televoto aperto per tre giorni.

## Partecipanti
I cinquantasei partecipanti sono stati annunciati il 3 marzo 2022. I brani sono stati pubblicati ciclicamente dal 21 marzo al 18 aprile 2022 dall'etichetta discografica Atlantic Records.
| Stato                         | Artista                                         | Titolo                        | Compositori |
| ----------------------------- | ----------------------------------------------- | ----------------------------- | --- |
| Alabama                       | Ni/Co                                           | The Difference                | Andreas Carlsson, Colton Jones, Danielle Brillhart, Gaby Feldman, Kevin Hutchene                                                                                         |
| Alaska                        | Jewel                                           | The Story                     | Jewel Kilcher, Johan Carlsson, Ross Golan |
| Arizona                       | Las Marias                                      | La Finikera                   | Eduardo Meza |
| Arkansas                      | Kelsey Lamb                                     | Never Like This               | Carly Pearce, Casey Brown, Parker Welling |
| California                    | Sweet Taboo                                     | Keys to the Kingdom           | Breanne Santana, Gian Stone, Jennifer Torrejon, Madison Love, Richard Vission, Samantha Ramos, Sean Douglas                                                              |
| Carolina del Nord             | John Morgan                                     | Right in the Middle           | John Morgan, Justin Wilson, Rodney Clawson, Will Bundy |
| Carolina del Sud              | Jesse LeProtti                                  | Not Alone                     | Ali Dee Theodore, Andreas Carlsson, Anthony Mirabella III, Bianca Sperduti, Jesse Leprotti                                                                               |
| Colorado                      | Riker Lynch                                     | Feel the Love                 | Andreas Carlsson, Desmond Child, Jimmy Jansson, Vera Hotsauce |
| Connecticut                   | Michael Bolton                                  | Beautiful World               | Justin Jesso, Michael Bolton |
| Dakota del Nord               | Chloe Fredericks                                | Can't Make You Love Me        | Chloe Fredericks, Melissa Carter, Rob Nagelhout |
| Dakota del Sud                | Judd Hoos                                       | Bad Girl                      | Adam Dennis Agin, Andrew Arthur Young, Denham Issac McDermott |
| Delaware                      | Nitro Nitra                                     | Train                         | Ali Dee Theodore, Anthony Mirabella III, Auanitra Aiken, Bianca Sperduti, James A. Pollard Jr.                                                                           |
| Florida                       | Ale Zabala                                      | Flirt                         | Alexa Zabala, Andreas Carlsson, Melanie Joy Fontana, Michel Schulz |
| Georgia                       | Stela Cole                                      | DIY                           | Hollyn Shadinger, Mark Evans, Stephen Harry Dunkley, Steven Cheung |
| Guam                          | Jason J.                                        | Midnight                      | Chaz Mark Toney, Jason Niel Jabinigay |
| Hawaii                        | Bronson Varde                                   | 4 You                         | Ali Dee Theodore, Anthony Mirabella III, Bianca Sperduti, Bronson Varde, Nikki Sorentino, Sergio Cabral, Susan Paroff                                                    |
| Idaho                         | Andrew Sheppard                                 | Steady Machine                | Andrew Sheppard |
| Illinois                      | Justin Jesso                                    | Lifeline                      | Devin Kennedy, Justin Jesso, Lukas Kostas |
| Indiana                       | UG Skywalkin feat. Maxie                        | Love In My City               | Albert Sprears, Antonio Maxie, Josh Phillip Kimbowa, Theophilus Akai |
| Iowa                          | Alisabeth Von Presley                           | Wonder                        | Ali Dee Theodore, Alisabeth Von Presley, Anthony Mirabella III, Timothy James King                                                                                       |
| Isole Marianne Settentrionali | Sabyu                                           | Sunsets and Seaturtles        | Chris Mena, Gerson Zaragoza, Matthew Sablan, Mike Kohfeld, Skúli Gestsson                                                                                                |
| Isole Vergini Americane       | Cruz Rock                                       | Celebrando                    | Ali Dee Theodore, Anthony Mirabella III, Bianca Sperduti, Errol Ajani Williams, Frankie Garcia, Sergio Cabral                                                            |
| Kansas                        | Broderick Jones feat. Calio                     | Tell Me                       | Broderick Jones, Callan Searcy |
| Kentucky                      | Jordan Smith                                    | Sparrow                       | Andreas Carlsson, Desmond Child, Jordan Smith |
| Louisiana                     | Brittany Pfantz                                 | Now You Do                    | Brittany Pfantz, Ryan Corn |
| Maine                         | King Kyote                                      | Get Out Alive                 | Darren Elder, Jonathan King, Jonathan Wyman, Joseph Mahoney |
| Maryland                      | Sisqó                                           | It's Up                       | Mark Althavan Andrews, Nathan L. Mooring |
| Massachusetts                 | Jared Lee                                       | Shameless                     | Carly Paige, Dan Whittemore, Diamond Karruen White Long, Jared Lee |
| Michigan                      | Ada LeAnn                                       | Natalie                       | Ada LeAnn Compton, Carter Jon Frodge |
| Minnesota                     | Yam Haus                                        | Ready to Go                   | Lawrence Lane Pruitt, Simon Oscroft, Zachary Kurt Beinlich |
| Mississippi                   | Keyone Starr                                    | Fire                          | Ali Dee Theodore, Anthony Mirabella III, Bianca Sperduti, John Emanuel Morris, Lakreshia Keyone Edwards, Sergio Cabral                                                   |
| Missouri                      | Halie                                           | Better Things                 | Alex Angelo, Blake Densmore, Halie Wooldridge |
| Montana                       | Jonah Prill                                     | Fire It Up                    | Jared Mullins, Jordan Schmidt, Seth Ennis |
| Nebraska                      | Jocelyn                                         | Never Alone                   | Danelle Joy Leverett Reeves, Jason Bradford Reeves, Jocelyn Anderson |
| Nevada                        | The Crystal Method feat. Koda & VAAAL           | Watch Me Now                  | David Mårtensson, Jordan David Sudak, Scott Kirkland |
| New Hampshire                 | Mari                                            | Fly                           | Ali Dee Theodore, Andreas Carlsson, Anthony Mirabella III, Bianca Sperduti, David Mullen, Ian Anthony Osborne, Mari Burelle-Valencia, Scott Callaway                     |
| New Jersey                    | Brooke Alexx                                    | I Don’t Take Pictures Anymore | Autumn Buysse, Brandon Meagher, Brooke Alexandria Greenberg |
| New York                      | Enisa                                           | Green Light                   | Cameron Warren, Enisa Nikaj |
| Nuovo Messico                 | Khalisol                                        | Drop                          | Geoffrey McCray, Kaelin Ellis, Zachary Chicoine |
| Ohio                          | Macy Gray feat. The California Jet Club & Maino | Every Night                   | Alex Kyhn, Billy Wes, Christopher Dotson, Jamal Rashid, Jermaine Coleman, Natalie Hinds, Tamir Barzilay, Thomas Lumpkin                                                  |
| Oklahoma                      | AleXa                                           | Wonderland                    | Moa Carlebecker, Ellen Berg, Andreas Carlsson, Albin Nordqvist, Bekuh Boom                                                                                               |
| Oregon                        | Courtship                                       | Million Dollar Smoothies      | Eli Rueben Hirsch, Micah Ross Gordon |
| Pennsylvania                  | Bri Steves                                      | Plenty Love                   | Avery Earls, Brandon Hodge, Brianna Ashleigh Stevenson, Darryl Pearson, Donnie Meadows, Kristal Oliver, Larrance Dopson, Quintin Gulledge                                |
| Porto Rico                    | Christian Pagán                                 | Loko                          | Bileidy Hernandez, Christian Pagán, Desmond Child, Emilio Amaya Acosta, Faisal Ben Said, Jodi Marr, Markus Sepehrmanesh, Samuel Kvist, Timothy Caifeldt                  |
| Rhode Island                  | Hueston                                         | Held On Too Long              | Cory Hueston |
| Samoa Americane               | Tenelle                                         | Full Circle                   | Ali Dee Theodore, Anthony Mirabella III, Benjamin Briggs, Bianca Sperduti, Kerry Clisby, Nikki Sorentino, Sergio Cabral, Susan Paroff, Tenelle Luafalemana, Trent Foisia |
| Tennessee                     | Tyler Braden                                    | Seventeen                     | Tyler Braden |
| Texas                         | Grant Knoche                                    | Mr. Independent               | Grant Christian Knoche, John Arnell Newsome |
| Utah                          | Savannah Keys                                   | Sad Girl                      | Blair Daly, Heather Morgan, Savannah Keyes |
| Vermont                       | Josh Panda                                      | Rollercoaster                 | Clinton Lewis Bierman, Joshua Pender, Peter Whitfield Day |
| Virginia                      | Almira Zaky                                     | Over You                      | Almira Zaky |
| Virginia Occidentale          | Alexis Cunningham                               | Working on a Miracle          | Alexis Paige Cunningham, Eric Bazilian |
| Washington                    | Allen Stone                                     | A Little Bit of Both          | Allen Stone, Tyler Acord |
| Washington D.C.               | Nëither                                         | I Like It                     | Marcus R. Neither |
| Wisconsin                     | Jake'O                                          | Feel Your Love                | Ali Dee Theodore, Anthony Mirabella III, Bianca Sperduti, Jacob Brendan McCluskey                                                                                        |
| Wyoming                       | Ryan Charles                                    | New Boot Goofin'              | Khadi Clamoungou, Ryan Charles Kinzer |

## Quarti di finale

### Primo quarto
Il primo quarto di finale si è svolto il 21 marzo 2022; vi hanno gareggiato 11 stati.
Il Rhode Island ha avuto accesso alle semifinali grazie al voto della giuria, mentre l'Oklahoma, il Porto Rico e il Connecticut hanno avuto accesso grazie al voto combinato di giuria e televoto.
Il 18 aprile 2022, è stato annunciato durante The Kelly Clarkson Show che il Wyoming ha avuto accesso alle semifinale, in quanto il brano New Boot Goofin' ha ricevuto il maggior numero di stream.
     Qualificati voto combinato
     Qualificato della giuria
     Ripescato
| N° | Stato        | Cantante                 | Canzone          | Giuria |
| -- | ------------ | ------------------------ | ---------------- | ------ |
| 01 | Minnesota    | Yam Haus                 | Ready to Go      | 7      |
| 02 | Oklahoma     | AleXa                    | Wonderland       | 2      |
| 03 | Arkansas     | Kelsey Lamb              | Never Like This  | 3      |
| 04 | Indiana      | UG Skywalkin feat. Maxie | Love In My City  | 11     |
| 05 | Porto Rico   | Christian Pagán          | Loko             | 4      |
| 06 | Connecticut  | Michael Bolton           | Beautiful World  | 5      |
| 07 | Iowa         | Alisabeth Von Presley    | Wonder           | 8      |
| 08 | Mississippi  | Keyone Starr             | Fire             | 9      |
| 09 | Wisconsin    | Jake'O                   | Feel Your Love   | 6      |
| 10 | Wyoming      | Ryan Charles             | New Boot Goofin' | 10     |
| 11 | Rhode Island | Hueston                  | Held On Too Long | 1      |

### Secondo quarto
Il secondo quarto di finale si è svolto il 28 marzo 2022; vi hanno gareggiato 11 stati.
Il Kentucky ha avuto accesso alle semifinali grazie al voto della giuria, mentre il Montana, il Dakota del Nord e il Kansas hanno avuto accesso grazie al voto combinato di giuria e televoto.
Durante la prima semifinale è stato annunciato che il New York ha avuto accesso alle semifinale, in quanto il brano Green Light' ha ricevuto il maggior numero di stream.
     Qualificati voto combinato
     Qualificato della giuria
     Ripescato
| N° | Stato                   | Cantante                                        | Canzone                  | Giuria |
| -- | ----------------------- | ----------------------------------------------- | ------------------------ | ------ |
| 1  | Oregon                  | Courtship                                       | Million Dollar Smoothies | 11     |
| 2  | Montana                 | Jonah Prill                                     | Fire It Up               | 3      |
| 3  | New York                | Enisa                                           | Green Light              | 9      |
| 4  | Nebraska                | Jocelyn                                         | Never Alone              | 7      |
| 5  | Isole Vergini Americane | Cruz Rock                                       | Celebrando               | 10     |
| 6  | Kentucky                | Jordan Smith                                    | Sparrow                  | 1      |
| 7  | Dakota del Nord         | Chloe Fredericks                                | Can't Make You Love Me   | 5      |
| 8  | Kansas                  | Broderick Jones feat. Calio                     | Tell Me                  | 2      |
| 9  | Virginia                | Almira Zaky                                     | Over You                 | 8      |
| 10 | Maine                   | King Kyote                                      | Get Out Alive            | 4      |
| 11 | Ohio                    | Macy Gray feat. The California Jet Club & Maino | Every Night              | 6      |

### Terzo quarto
Il terzo quarto di finale si è svolto il 4 aprile 2022; vi hanno gareggiato 12 stati.
Il Tennessee ha avuto accesso alle semifinali grazie al voto della giuria, mentre il Texas, l'Alabama e il Colorado hanno avuto accesso grazie al voto combinato di giuria e televoto.
     Qualificati voto combinato
     Qualificato della giuria
| N° | Stato                         | Cantante        | Canzone                       | Giuria |
| -- | ----------------------------- | --------------- | ----------------------------- | ------ |
| 1  | Texas                         | Grant Knoche    | Mr. Independent               | 4      |
| 2  | Louisiana                     | Brittany Pfantz | Now You Do                    | 8      |
| 3  | Tennessee                     | Tyler Braden    | Seventeen                     | 1      |
| 4  | New Jersey                    | Brooke Alexx    | I Don’t Take Pictures Anymore | 5      |
| 5  | Alabama                       | Ni/Co           | The Difference                | 3      |
| 6  | Florida                       | Ale Zabala      | Flirt                         | 2      |
| 7  | Alaska                        | Jewel           | The Story                     | 9      |
| 8  | Carolina del Sud              | Jesse LeProtti  | Not Alone                     | 12     |
| 9  | Dakota del Sud                | Judd Hoos-      | Bad Girl                      | 11     |
| 10 | Delaware                      | Nitro Nitra     | Train                         | 7      |
| 11 | Isole Marianne Settentrionali | Sabyu           | Sunsets and Seaturtles        | 10     |
| 12 | Colorado                      | Riker Lynch     | Feel the Love                 | 6      |

### Quarto quarto
Il quarto quarto di finale si è svolto l'11 aprile 2022; vi hanno gareggiato 11 stati.
Washington ha avuto accesso alle semifinali grazie al voto della giuria, mentre il  New Hampshire, il Massachusetts e la Georgia hanno avuto accesso grazie al voto combinato di giuria e televoto.
     Qualificati voto combinato
     Qualificato della giuria
| N° | Stato                | Cantante                              | Canzone              | Giuria |
| -- | -------------------- | ------------------------------------- | -------------------- | ------ |
| 1  | New Hampshire        | Mari                                  | Fly                  | 8      |
| 2  | Nevada               | The Crystal Method feat. Koda & VAAAL | Watch Me Now         | 3      |
| 3  | Utah                 | Savannah Keyes                        | Sad Girl             | 7      |
| 4  | Washington D.C.      | Nëither                               | I Like It            | 11     |
| 5  | Massachusetts        | Jared Lee                             | Shameless            | 2      |
| 6  | Georgia              | Stela Cole                            | DIY                  | 6      |
| 7  | Hawaii               | Bronson Varde                         | 4 You                | 9      |
| 8  | Virginia Occidentale | Alexis Cunningham                     | Working on a Miracle | 5      |
| 9  | Arizona              | Las Marías                            | De la finikera       | 10     |
| 10 | Pennsylvania         | Bri Steves                            | Plenty Love          | 4      |
| 11 | Washington           | Allen Stone                           | A Bit of Both        | 1      |

### Quinto quarto
Il quinto quarto di finale si è svolto il 18 aprile 2022; vi hanno gareggiato 11 stati.
Il Michigan ha avuto accesso alle semifinali grazie al voto della giuria, mentre la California, le Samoa Americane e la Carolina del Nord hanno avuto accesso grazie al voto combinato di giuria e televoto.
     Qualificati voto combinato
     Qualificato della giuria
| N° | Stato             | Cantante        | Canzone             | Giuria |
| -- | ----------------- | --------------- | ------------------- | ------ |
| 1  | Illinois          | Justin Jesso    | Lifeline            | 5      |
| 2  | California        | Sweet Taboo     | Keys to the Kingdom | 2      |
| 3  | Idaho             | Andrew Sheppard | Steady Machine      | 6      |
| 4  | Nuovo Messico     | Khalisol        | Drop                | 7      |
| 5  | Missouri          | Halie           | Better Things       | 10     |
| 6  | Samoa Americane   | Tenelle         | Full Circle         | 4      |
| 7  | Carolina del Nord | John Morgan     | Right in the Middle | 3      |
| 8  | Vermont           | Josh Panda      | Rollercoaster       | 8      |
| 9  | Guam              | Jason J.        | Midnight            | 11     |
| 10 | Michigan          | Ada LeAnn       | Natalie             | 1      |
| 11 | Maryland          | Sisqó           | It's Up             | 9      |

## Semifinali
I 22 stati e territori semifinalisti sono stati suddivisi in due semifinali, rispettivamente il 25 e il 2 maggio. In undici si contenderanno cinque posti nella finale, uno deciso dalla giura e i restanti quattro dal voto del pubblico. Dieci artisti gareggeranno nella finale del 10 maggio.

### Prima semifinale
La prima semifinale si è svolta il 25 aprile 2022; vi hanno gareggiato 11 stati.
Washington ha avuto accesso alla finale grazie al voto della giuria, mentre il Kentucky, il Colorado, l'Alabama e l'Oklahoma hanno avuto accesso grazie al televoto.
     Qualificati del televoto
     Qualificato della giuria
| N° | Stato         | Cantante     | Canzone          | Giuria |
| -- | ------------- | ------------ | ---------------- | ------ |
| 01 | Kentucky      | Jordan Smith | Sparrow          | 2      |
| 02 | Colorado      | Riker Lynch  | Feel the Love    | 11     |
| 03 | New Hampshire | Mary         | Fly              | 9      |
| 04 | Washington    | Allen Stone  | A Bit of Both    | 1      |
| 05 | Alabama       | Ni/Co        | The Difference   | 6      |
| 06 | Wyoming       | Ryan Charles | New Boot Goofin' | 10     |
| 07 | Rhode Island  | Hueston      | Held On Too Long | 3      |
| 08 | Montana       | Jonah Prill  | Fire It Up       | 7      |
| 09 | Michigan      | Ada LeAnn    | Natalie          | 4      |
| 10 | Massachusetts | Jared Lee    | Shameless        | 8      |
| 11 | Oklahoma      | AleXa        | Wonderland       | 5      |

### Seconda semifinale
La seconda semifinale si è svolta il 2 maggio 2022; vi hanno gareggiato 11 stati.
Il Tennessee ha avuto accesso alla finale grazie al voto della giuria, mentre il Dakota del Nord, il Connecticut, il Texas e le Samoa Americane hanno avuto accesso grazie al televoto.
     Qualificati del televoto
     Qualificato della giuria
| N° | Stato             | Cantante                    | Canzone                | Giuria |
| -- | ----------------- | --------------------------- | ---------------------- | ------ |
| 01 | Porto Rico        | Christian Pagán             | Loko                   | 7      |
| 02 | Carolina del Nord | John Morgan                 | Right in the Middle    | 4      |
| 03 | Kansas            | Broderick Jones feat. Calio | Tell Me                | 2      |
| 04 | New York          | Enisa                       | Green Light            | 11     |
| 05 | Dakota del Nord   | Chloe Fredericks            | Can't Make You Love Me | 6      |
| 06 | Connecticut       | Michael Bolton              | Beautiful World        | 5      |
| 07 | Texas             | Grant Knoche                | Mr. Independent        | 8      |
| 08 | California        | Sweet Taboo                 | Keys to the Kingdom    | 3      |
| 09 | Tennessee         | Tyler Braden                | Seventeen              | 1      |
| 10 | Georgia           | Stela Cole                  | DIY                    | 9      |
| 11 | Samoa Americane   | Tenelle                     | Full Circle            | 10     |

## Finale
La finale si è svolta il 9 maggio 2022. Vi hanno gareggiato 10 stati, due selezionati dalla giuria e otto dal televoto da entrambe le semifinali.
Washington ha partecipato con un'esibizione pre-registrata, in quanto Allen Stone non ha potuto essere presente fisicamente in California per motivi personali.
| N° | Stato           | Cantante         | Canzone                | Punti | Posizione |
| -- | --------------- | ---------------- | ---------------------- | ----- | --------- |
| 01 | Connecticut     | Michael Bolton   | Beautiful World        | 338   | 7         |
| 02 | Dakota del Nord | Chloe Fredericks | Can't Make You Love Me | 267   | 9         |
| 03 | Texas           | Grant Knoche     | Mr. Independent        | 366   | 4         |
| 04 | Alabama         | Ni/Co            | The Difference         | 285   | 8         |
| 05 | Kentucky        | Jordan Smith     | Sparrow                | 408   | 3         |
| 06 | Washington      | Allen Stone      | A Bit of Both          | 359   | 5         |
| 07 | Samoa Americane | Tenelle          | Full Circle            | 342   | 6         |
| 08 | Oklahoma        | AleXa            | Wonderland             | 710   | 1         |
| 09 | Tennessee       | Tyler Braden     | Seventeen              | 251   | 10        |
| 10 | Colorado        | Riker Lynch      | Feel the Love          | 503   | 2         |

| Pos. | Televoto        | Punti | Giuria          | Punti |
| ---- | --------------- | ----- | --------------- | ----- |
| 1    | Oklahoma        | 654   | Washington      | 105   |
| 2    | Colorado        | 478   | Tennessee       | 88    |
| 3    | Kentucky        | 328   | Kentucky        | 79    |
| 4    | Texas           | 324   | Alabama         | 64    |
| 5    | Samoa Americane | 305   | Oklahoma        | 56    |
| 6    | Connecticut     | 298   | Dakota del Nord | 48    |
| 7    | Washington      | 254   | Texas           | 42    |
| 8    | Alabama         | 225   | Connecticut     | 40    |
| 9    | Dakota del Nord | 219   | Samoa Americane | 37    |
| 10   | Tennessee       | 163   | Colorado        | 25    |

12 punti (Giuria)
| N. | A          | Da |
| -- | ---------- | --- |
| 6  | Washington | Stati del Medio Atlantico, Stati Uniti d'America medio-occidentali, Stati delle Montagne Rocciose, Nuova Inghilterra, Stati Uniti d'America occidentali, Stati Uniti sud-occidentali |
| 2  | Tennessee  | Territori degli Stati Uniti d'America, Upland South |
| 1  | Alabama    | Grandi Pianure |
| 1  | Kentucky   | Profondo Sud |

## Giuria
Il 21 marzo 2022 è stata resa nota la lista dei 56 membri che hanno stilato la classifica della giuria all'evento.
- Alabama: Amber Parker
- Alaska: Quinn Christopherson
- Arizona: Double-L
- Arkansas: Kevin Mercer
- California: Dan McCarroll
- Carolina del Nord: Paul Schadt
- Carolina del Sud: Miss Monique
- Colorado: Isaac Slade
- Connecticut: Jaime Levine
- Dakota del Nord: Allison Bostow
- Dakota del Sud: Jered Johnson
- Delaware: Christa Cooper
- Florida: Jose Tillan
- Georgia: Jennifer Goicoechea
- Guam: Heidi Chargualaf Quenga
- Hawaii: Eric Daniels
- Idaho: Shari Short
- Illinois: Mike Knobloch
- Indiana: Nancy Yearing
- Iowa: Taylor J
- Isole Marianne Settentrionali: Galvin Deleon Guerrero
- Isole Vergini Americane: Ajanie Williams
- Kansas: Michelle Buckles
- Kentucky: Ashley Wilson
- Louisiana: Uptown Angela
- Maine: Lauren Wayne
- Maryland: Caron Veazey
- Massachusetts: Jamie Cerreta
- Michigan: Shahida Mausi
- Minnesota: Barry Lather
- Mississippi: Joe King the Big Daddy
- Missouri: Tommy Austin
- Montana: Stephanie Davis
- Nebraska: Hoss Michaels
- Nevada: Jim Vellutato
- New Hampshire: Charlie Singer
- New Jersey: Matt Pinfield
- New York: Tom Poleman
- Nuovo Messico: Tony Manero
- Ohio: Khirye Tyler
- Oklahoma: Ester Dean
- Oregon: Mark Hamilton
- Pennsylvania: Ty Stiklorius
- Porto Rico: Carlos Perez
- Rhode Island: Kristin Lessard
- Samoa Americane: Joseph Fa’avae
- Tennessee: Brian Phillips
- Texas: Natural
- Utah: Jeff McCartney
- Vermont: Lee Chesnut
- Virginia: Justin Derrico
- Virginia Occidentale: Judy Eaton
- Washington: Zann Fredlund
- Washington D.C.: Dustin Matthews
- Wisconsin: Shanna "Quinn" Cudeck
- Wyoming: Ian Munsick

## Trasmissione dell'evento

### Televisione e radio
| Paese       | Emittente | Stazione  | Note   |
| ----------- | --------- | --------- | ------ |
| Austria     | ServusTV  | ServusTV  | [ 37 ] |
| Canada      | CHCH-DT   | CHCH-DT   | [ 38 ] |
| Danimarca   | DR        |           | [ 39 ] |
| Estonia     | TV3       | TV3       | [ 40 ] |
| Finlandia   | Yle       | Yle TV2   | [ 41 ] |
| Germania    | ServusTV  | ServusTV  | [ 42 ] |
| Grecia      | ERT       |           | [ 43 ] |
| Islanda     | RÚV       | RÚV 1     | [ 44 ] |
| Montenegro  | RTCG      | TV CG 2   | [ 45 ] |
| Norvegia    | NRK       |           | [ 46 ] |
| Portogallo  | RTP1      |           | [ 47 ] |
| Serbia      | RTS       |           | [ 48 ] |
| Slovenia    | RTV SLO   | RTV SLO 2 | [ 49 ] |
| Stati Uniti | NBC       | NBC       | [ 6 ]  |
| Svezia      | SVT       |           | [ 50 ] |

### Streaming
| Paese       | Emittente | Piattaforma |
| ----------- | --------- | ----------- |
| Finlandia   | Yle       | Yle Areena  |
| Islanda     | RÚV       | RUV.is      |
| Spagna      | RTVE      | RTVE Play   |
| Stati Uniti | NBC       | Peacock     |
| Svezia      | SVT       | SVT Play    |

## Ascolti
I seguenti ascolti sono riferiti alla trasmissione sulla sola emittente statunitense NBC.
| Puntata          | Messa in onda  | Telespettatori | Share | Note   |
| ---------------- | -------------- | -------------- | ----- | ------ |
| Quarti di finale | 21 marzo 2022  | 2 899 000      | 0,50% | [ 51 ] |
| Quarti di finale | 28 marzo 2022  | 1 878 000      | 0,30% | [ 52 ] |
| Quarti di finale | 4 aprile 2022  | 1 654 000      | 0,30% | [ 53 ] |
| Quarti di finale | 11 aprile 2022 | 1 440 000      | 0,30% | [ 54 ] |
| Quarti di finale | 18 aprile 2022 | 1 534 000      | 0,30% | [ 55 ] |
| Semifinali       | 25 aprile 2022 | 1 438 000      | 0,30% | [ 56 ] |
| Semifinali       | 2 maggio 2022  | 1 605 000      | 0,30% | [ 57 ] |
| Finale           | 9 maggio 2022  | 2 040 000      | 0,30% | [ 58 ] |
| Media            | Media          | 1 811 000      | 0,33% |        |